# Ecosistema Urbano
Ecosistema Urbà és un estudi d'arquitectura, amb seu a Madrid, fundat l'any 2000 per Belinda Tato i José Luis Vallejo, caracteritzat pel seu compromís amb l'arquitectura sostenible, l'eficiència energètica i la societat (el seu compromís social es plasma en nombrosos projectes de participació ciutadana i millora de qualitat de vida a les ciutats). La signatura s'ha especialitzat a promoure projectes arquitectònics i urbanístics que el seu objectiu és la millora de la qualitat de vida a les ciutats i de la interacció social.
Ecosistema Urbà s'ha especialitzat en projectes de consultoria urbana, tant sobre projectes arquitectònics com en disseny urbà; avaluació de la qualitat de l'espai públic i realitzen projectes de transformació urbana, la qual cosa els impulsa a treballar per a institucions públiques que tenen la responsabilitat del disseny urbà de nuclis de població. A més, en els últims anys, han centrat les seves recerques a adaptar al seu condicionament climàtic,la qual cosa els permet treballar per a contextos i climes tan diversos com Bahrain o Noruega. Tot això, unit a un vessant social, amb la qual es tracta de recollir el sentir de la població que ha de gaudir i viure en aquests nous dissenys urbà, a través d'una participació dels afectats utilitzant eines digitals que donen lloc al disseny de xarxes col·laboratives.
La signatura ha estat reconeguda en el seu camp, la qual cosa queda patent en els premis rebuts i esments en concursos nacionals i internacionals que han anat collint al llarg dels anys de treball.
La signatura compta amb projectes en diversos països, com Noruega, Dinamarca, Espanya, Itàlia, França i Xina; i els seus treball el desenvolupament de la labor professional privada la compaginen amb una labor docent en prestigioses universitats com Harvard o Yale.

## Projectes destacats

### A Espanya
A Espanya pot destacar-se com a projecte:
- Eco-bulevard de Vallecas. Caracteritzat pel disseny urbà sostenible dels seus arbres de vent. A Vallecas, Madrid, 2007.[6]
- Museu de Meteorologia en el Retir, a Madrid.
- Casa d'Acer i Fusta en Ranón, Astúries, tots dos de 2003.

### A França
- Placette Salengro, en Dunkerque, França, de 2013.[2]

### A Dinamarca
- Gellerup Gror Landscape and Urban Revitalization, en Aarhus, Dinamarca, de 2014.[2]

### A Noruega
- ONETHOUSANDSQUARE, intervenció en la Stortorget main square de Hamar, Noruega, guanyat el concurs en 2010.[7][8]
- Bikeline, a Oslo, Noruega, de 2013.[2]

### A Bahames
- Exuma Garden of Dreams, en Great Exuma Island, Bahames, de 2014.[2]

## Reconeixements i premis
La signatura ha rebut més de 30 premis en concursos nacionals i internacionals, des de la seva fundació. Destaca el fet d'haver estat premiada en quatre convocatòries del Concurs Europeu per a Joves Arquitectes EUROPAN (2002, 2004, 2006, 2008).
En 2007 van ser nominats per al premi europeu Mies Van Der Rohe.
Van ser guardonats com a oficina emergent amb el premi “AR AWARD for emerging architecture” (London), i, en 2008, amb el premi arquia/propera de la Fundació Caixa d'Arquitectes.
L'any 2017 la signatura va ser guanyadora del concurs internacional Shore to Core amb el seu projecte ‘Open Shore’, per remodelar i modernitzar de "West Palm Beach" a Miami (Estats Units).